# Mālik
Nella fede islamica, Mālik (in arabo مالك‎?, mālik) è il nome di un angelo del jahannam, incaricato da Allah di sorvegliare il Fuoco infernale (e per questo definito in arabo Khāzin al-Nār (in arabo خازن النار‎?, "Guardiano del Fuoco"), in ciò assistito da 19 esseri noti come al-zabāniyya (in arabo الزبانية‎?). 
Nel Corano, Mālik viene menzionato nella Sūra XLIII:77, ove si dice che i malvagi che si appellano a Mālik dovranno rimanere nell'Inferno, perché "hanno aborrito la verità quando la verità è stata portata loro".